# Francis Rossi

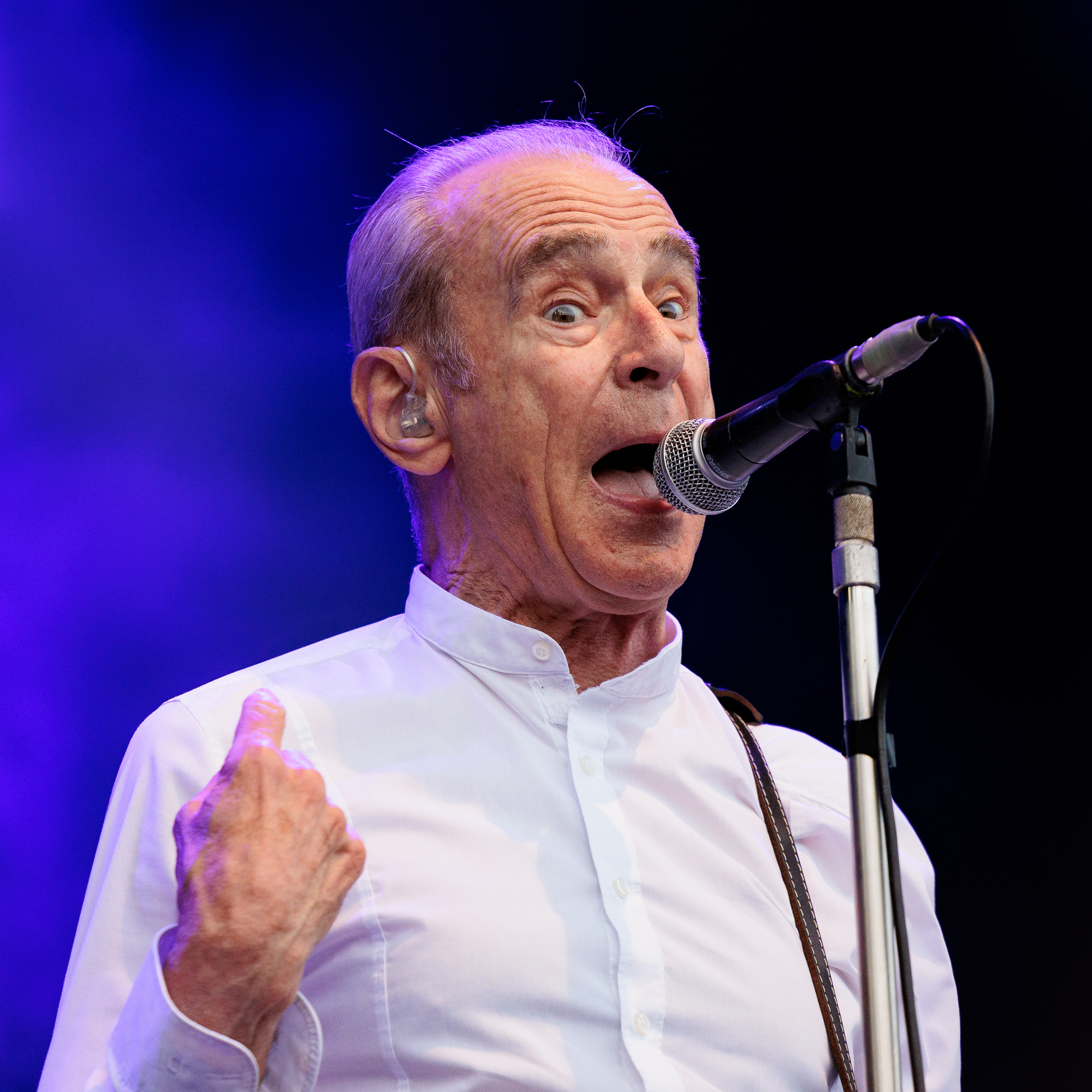
Francis Rossi med Status Quo på Arvika hamnfest i augusti 2024.

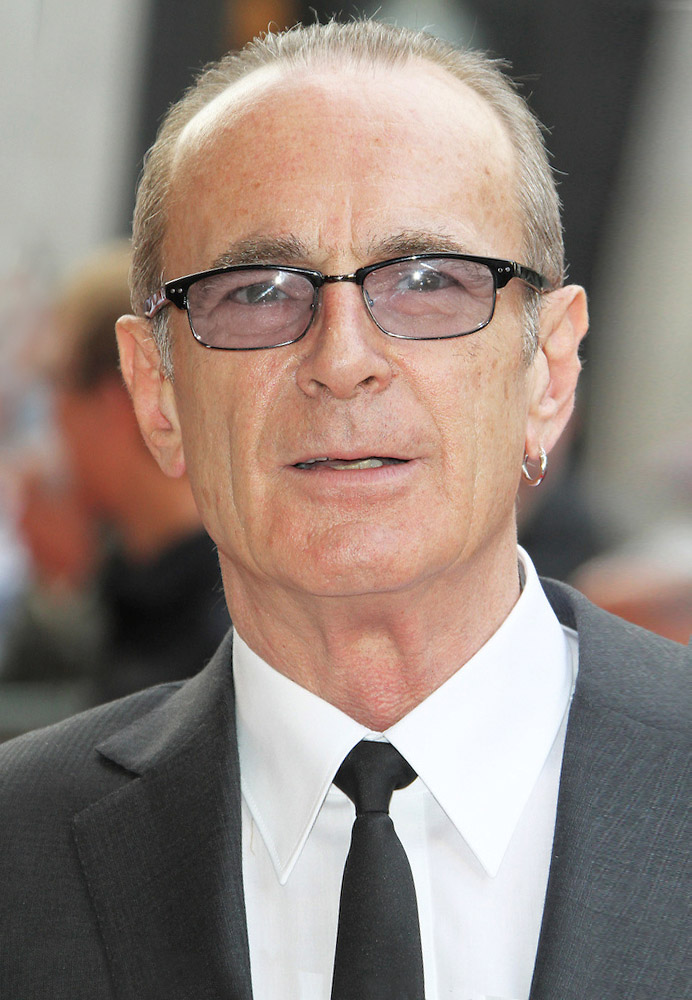
Rossi, 2013.

Francis Dominic Michael Nicholas Rossi, född 29 maj 1949 i Forest Hill i Lewisham i London, är en brittisk sångare, gitarrist och låtskrivare i boogierockbandet Status Quo.
Rossi bildade Status Quo tillsammans med basisten Alan Lancaster 1962. Tillsammans med rytmgitarristen Rick Parfitt har han sedan utgjort stommen i bandet som i övrigt har haft varierande medlemmar.
Rossi är den medlem som bidragit mest till låtskrivandet i bandet tillsammans med sina olika låtskrivarpartners, bland andra Bob Young och Bernie Frost. Bland de mest kända låtar som Rossi varit med och skrivit kan nämnas "Pictures of Matchstick Men", "In My Chair", "Paper Plane", "Caroline",  "Roll Over Lay Down", "Down Down", "Hold You Back" och "What You're Proposing".

## Musik
Rossi ses ofta med en grön Fender Telecaster från 1957 som han köpt för £70 år 1968. Som förstärkare använder han en Marshall JCM 800 och en JCM 900. För att få rätt ljudbild blandas också signalen med en Vox AC30 som står bakom scenen.
Vid sidan av Status Quo har Francis Rossi även ägnat sig åt soloprojekt. År 1985 släppte han tillsammans med Frost ett par singlar, bland andra "Modern Romance" och 1996 släpptes soloalbumet King Of The Doghouse som inte blev någon kommersiell framgång men som producerade top 50-hiten Give Myself To Love i Storbritannien.

## Privatliv
Francis Rossi  har åtta barn från två äktenskap, varav sönerna Nick och Kieran Rossi sjunger och spelar gitarr i bandet "Little Egypt". Även dottern Bernadette Rossi är sångerska i en egen grupp, "Bernadette and the North" (från Kanada), vilka även spelade som förband till Status Quo på deras UK-turné som startade i november 2007.

## Utmärkelser
- Officer av Brittiska imperieorden

[Redigera Wikidata]